# Türkmenisztán hadereje
Türkmenisztán hadereje a szárazföldi erőkből és a légierőből áll.

## Fegyveres erők létszáma
- Aktív: 17 000 fő
- Szolgálati idő a sorozottaknak: 24 hónap

## Szárazföldi erők
Létszám
14 000 fő
Állomány
- 4 gépesített lövész hadosztály
- 1 tüzér dandár
- 1 páncéltörő ezred
- 2 rakéta dandár
- 1 önálló kisegítő zászlóalj

Felszerelés
- 702 db harckocsi (T–72)
- 170 db felderítő harcjármű (BRDM–1)
- 930 db páncélozott gyalogsági harcjármű (BMP–1, BMP–2)
- 829 db páncélozott szállító jármű
- 277 db tüzérségi löveg: 260 db vontatásos, 17 db önjáró

## Légierő
Létszám
3000 fő
Állomány
- 2 vadászrepülő század
- 1 vegyes állományú század

Felszerelés
- 89 db harci repülőgép (MiG–29)